# Sjoerd van Aylva (1616-1679)
Sjoerd van Aylva (Rinsumageest, 23 juli 1616 - aldaar, 19 oktober 1679) was een Nederlands bestuurder.

## Biografie
Van Aylva was een zoon van Tjaerd van Aylva (1581-1628), grietman van Dantumadeel, en Jets van Aylva (1589-1618). Sjoerd was lid van de familie Van Aylva. Van Aylva werd als "Suffridus Aijlva" in 1631 ingeschreven als student letteren aan de universiteit van Leiden. In 1649 is Sjoerd van Aylva samen met Douwe Meckema van Aylva, grietman van Westdongeradeel, Hero van Ockinga en Saco van Teyens een contract aan met Passchier Hendriks Bolleman om het hoogveen rond Bakkeveen te kunnen exploiteren. In 1663 kocht Sjoerd driekwart van de oppervlakte van Bakkeveen en in 1674 volgde de aankoop van het volledige eigendom van de Bakkeveensche Vaart. Naar hem is in Bakkeveen ook de straatnaam "Sjoerdlân" genoemd. Deze eigendommen rond Bakkeveen zou hij nalaten aan zijn zoon Tjaerd.
In 1656 werd Sjoerd benoemd tot grietman van Dantumadeel waarna hij in 1658 de Melkema State te Rinsumageest liet herbouwen. Van Aylva raakte met de stad Dokkum in conflict over de grenzen van de jurisdictie van Dantumadeel en die van de stad. Uiteindelijk werd in 1662 besloten dat de stadsgracht van Dokkum als grens werd aangehouden. In 1666 deed Sjoerd van Aylva afstand van het grietmanschap van Dantumadeel ten gunste van zijn zoon, Tjaerd van Aylva. Sjoerds andere zoon, Epe van Aylva, was grietman van Kollumerland en Nieuwkruisland. Zelf werd Van Aylva benoemd tot raadsheer aan het Hof van Friesland. Hij overleed in 1679 op de Melkema State te Rinsumageest.

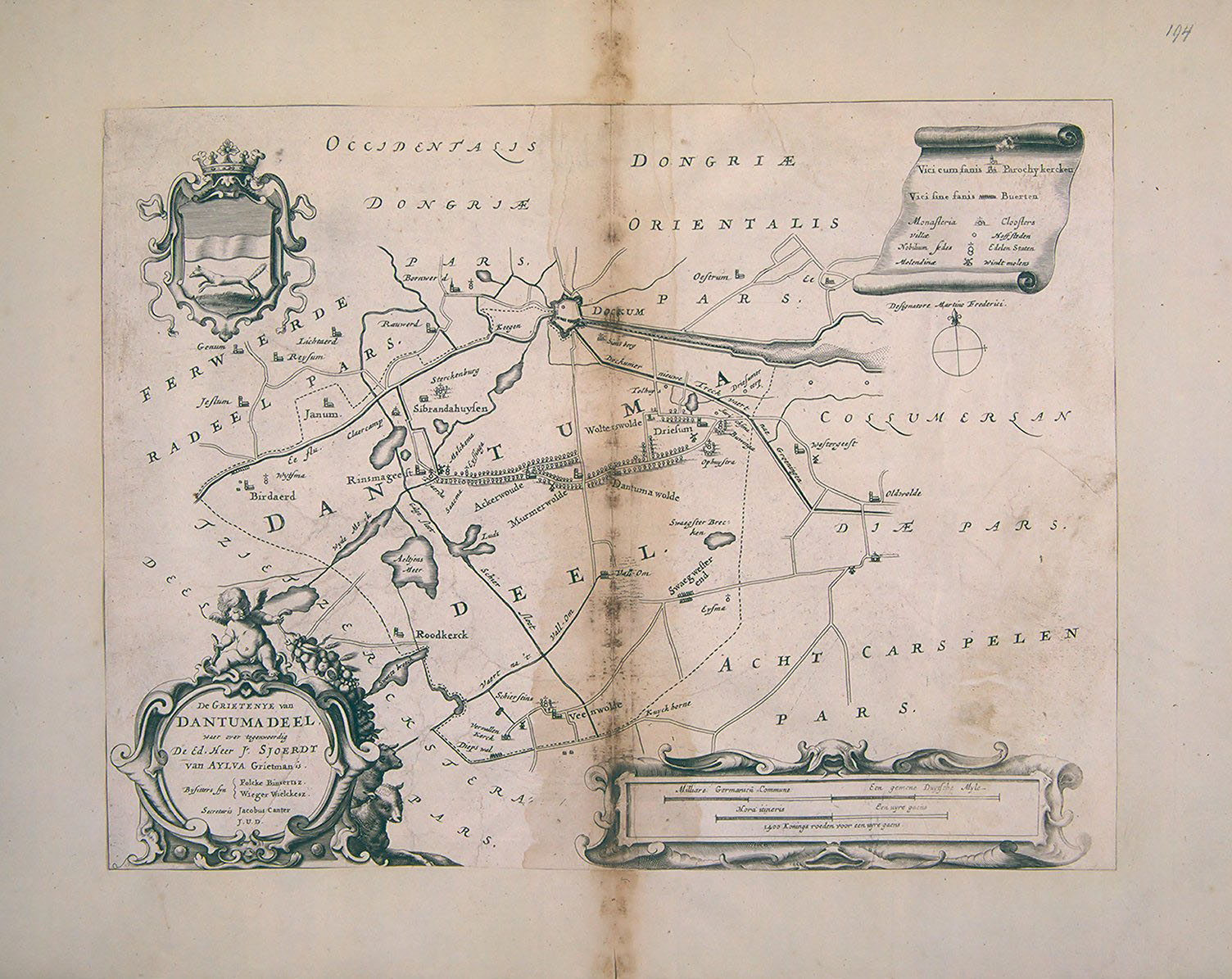
Kaart van de grietenij Dantumadeel uit 1664 met linksonder in de cartouche "De Ed. Heer Jr. Sjoerdt van Aylva" vermeld als grietman.
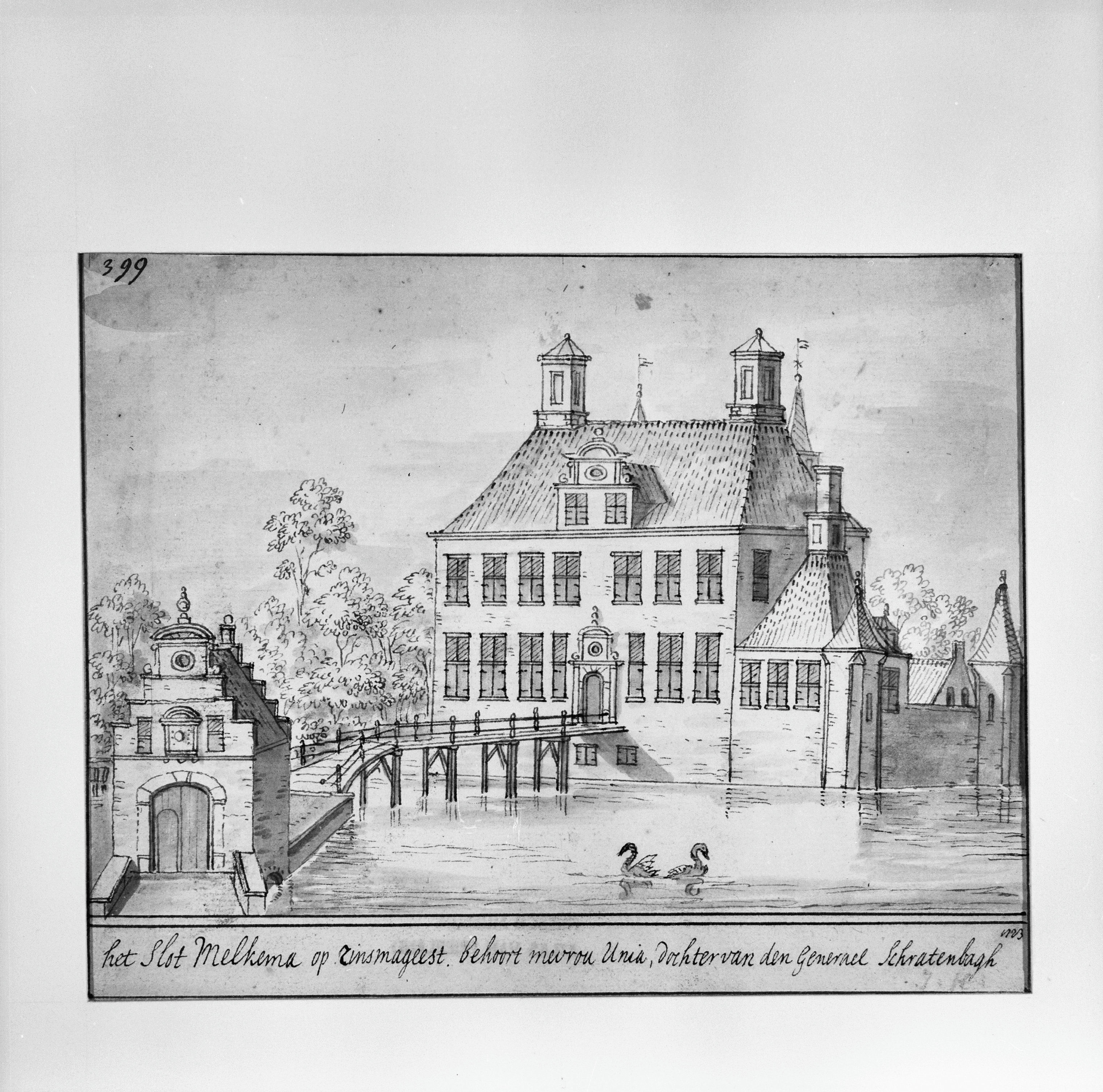
De Melkema State op een tekening van Jacobus Stellingwerff uit 1723.
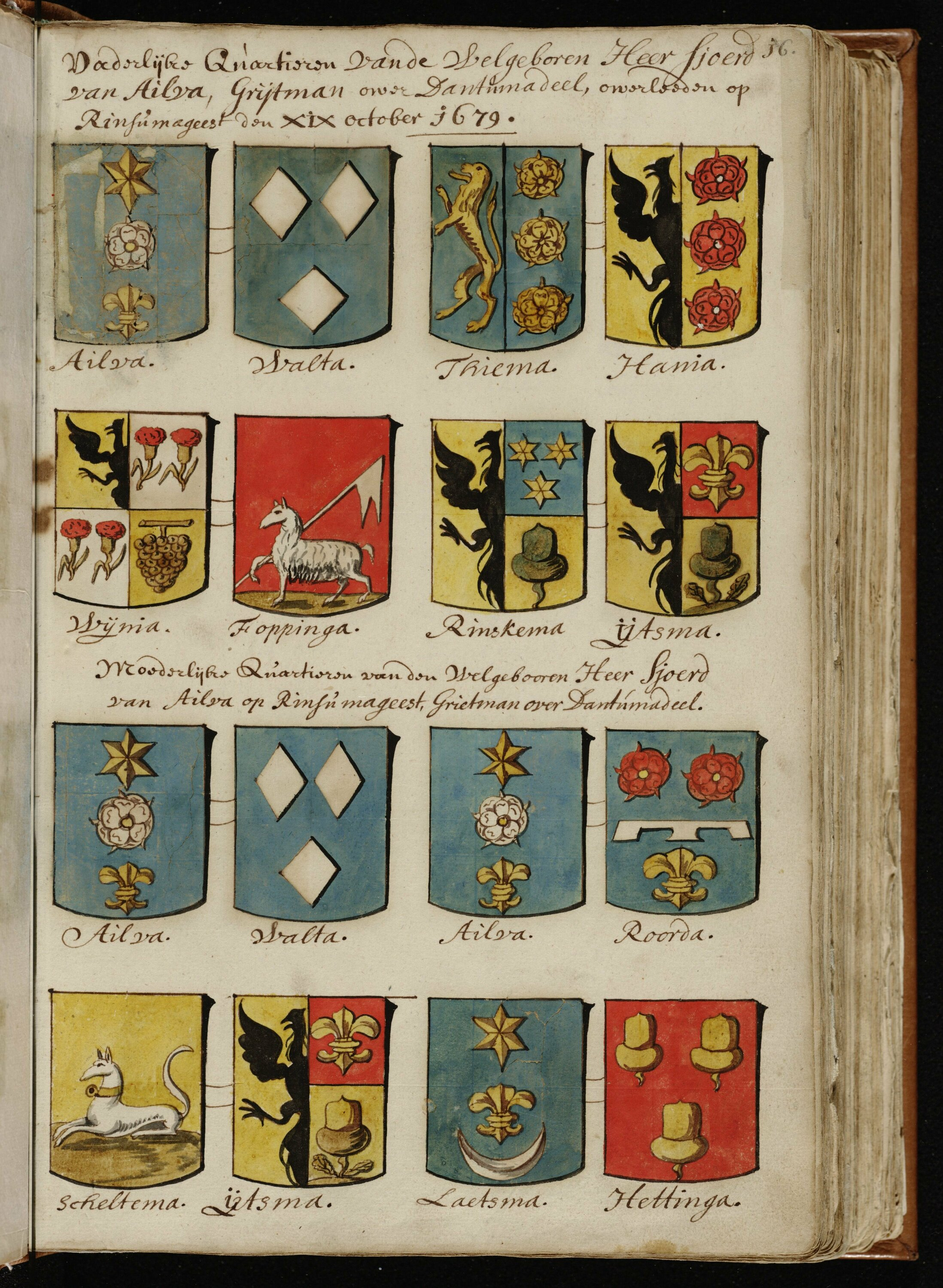
Kwartieren van Sjoerd van Aylva in het wapenboek van Gerrit Hesman.
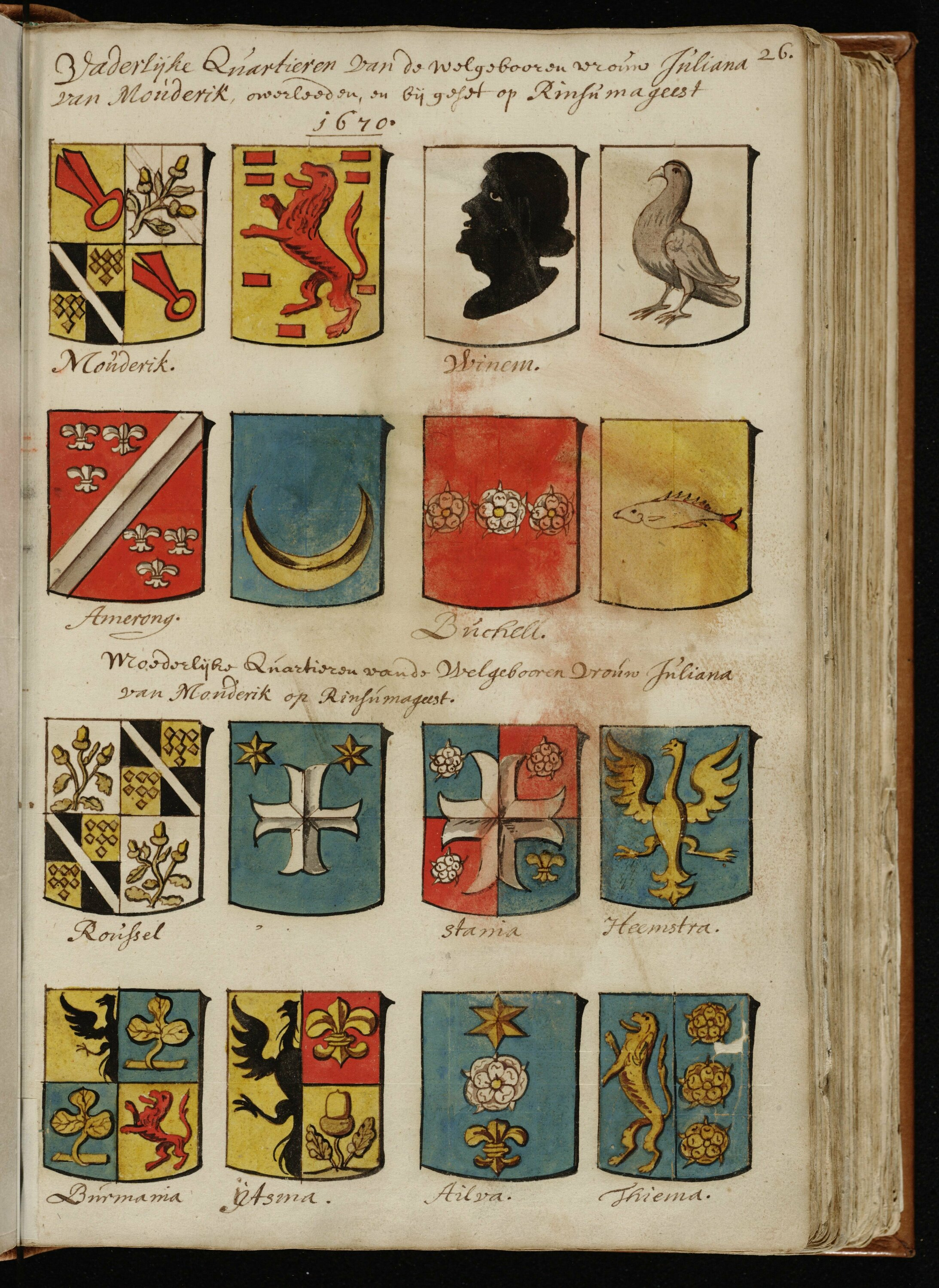
Kwartieren van Juliana van Mouderick in het wapenboek van Gerrit Hesman.

## Huwelijk en kinderen
Van Aylva trouwde op 25 december 1641 met Juliana van Mouderick (1623-1670), dochter van Adriaan van Mouderick en Sjouck van Roussel. Sjoerd van Aylva en Juliana van Mouderick kregen ten minste tien kinderen:
- Cecilia Susanna van Aylva (1643-1708).
- Jets van Aylva (1647-1723).
- Tjaerd van Aylva (1647-1647), grietman van Dantumadeel. Hij trouwde met Helena Maria thoe Schwartzenberg en Hohenlansberg.
- Epe van Aylva (1650-1720), grietman van Kollumerland en Nieuwkruisland. Hij trouwde met Luts van Aylva.
- Auck van Aylva (1652-1699).
- Sythje van Aylva, jong overleden.
- Ulbe van Aylva, jong overleden.
- Sepck van Aylva (1656-1721), trouwde met Johan van Molenschot, militair.
- Ulbe van Aylva, jong overleden.
- Ulbe van Aylva, jong overleden.